# Grylewo
Grylewo (prononciation : [ɡrɨˈlɛvɔ]) est un village polonais de la gmina de Wągrowiec dans le powiat de Wągrowiec de la voïvodie de Grande-Pologne dans le centre-ouest de la Pologne.
Il se situe à environ 12 kilomètres au nord de Wągrowiec (siège de la gmina et du powiat) et à 60 kilomètres au nord de Poznań (capitale de la Grande-Pologne).
Le village possédait une population de 507 habitants en 2013.

## Histoire
De 1975 à 1998, le village faisait partie du territoire de la voïvodie de Piła.

Depuis 1999, Grylewo est situé dans la voïvodie de Grande-Pologne.

## Sites touristiques
Le village possède plusieurs sites touristiques :
- une église néo-gothique du XIXe siècle ;
- un château baroque de la fin du XVIIIe siècle ;
- un parc naturel avec des chênes anciens ;
- le lac de Grylewo.